# 李嘉品
李嘉品（1885年—1935年）广东省海康县人，中华民国军事将领。

## 生平
李嘉品先后毕业于钦廉讲武堂、日本陆军士官学校第三期。辛亥革命后，李嘉品任广东陆军第一师二旅三团团长。1914年10月任高雷镇守使，龙济光军第一路司令，惠州军务督办，后随龙济光至琼州。1917年12月，龙济光渡海进攻广东，李嘉品为第一路司令，于高雷登陆。翌年（1918年）4月11日，李嘉品在雷州兵败被擒。
后来，李嘉品到北京投段祺瑞政府，任陆军部谘议，获授陆军少将衔。1922年7月获北京政府将军府授予“章威将军”。李嘉品曾帮龙济光在天津小站召集旧部成立了两个师，李嘉品任第一师师长。不久，因缺乏军饷，该部队解散，李嘉品下野寓居北京。
1935年春，李嘉品病逝。